# Torres del Río
Pour les articles homonymes, voir Del Rio.
Torres del Río, appelée aussi autrefois Torres de Sansol, (Dorreaga en basque) est une municipalité de la communauté forale de Navarre, dans le Nord de l'Espagne. C'est aussi le nom du chef-lieu de la municipalité.
Il est situé dans la zone non bascophone de la province, dans la mérindade d'Estella et à 70 km de sa capitale, Pampelune. Le castillan est la seule langue officielle alors que le basque n’a pas de statut officiel.
Le Camino francés du pèlerinage de Saint-Jacques-de-Compostelle passe par cette localité.

## Géographie
La localité de Torres del Río est située dans la partie occidentale de la communauté forale de Navarre, dans la région géographique de la Zone moyenne de Navarre ou Navarre moyenne et la comarque géographique de mérindade d'Estella (ou Tierra Estella), à une altitude de 459 mètre au-dessus du niveau de la mer. Son territoire communal a une superficie de 12,81 km2 et est limité au nord et à l'est par la commune de Sansol, au sud par celles de Lazagurría et Bargota, et à l'ouest par celle d'Armañanzas.

## Démographie
| Évolution démographique                                         | Évolution démographique | Évolution démographique | Évolution démographique | Évolution démographique | Évolution démographique | Évolution démographique | Évolution démographique | Évolution démographique | Évolution démographique | Évolution démographique |  |
| 1996                                                            | 1998                    | 1999                    | 2000                    | 2001                    | 2004                    | 2005                    | 2006                    | 2007                    | 2011                    | 2021                    |  |
| --------------------------------------------------------------- | ----------------------- | ----------------------- | ----------------------- | ----------------------- | ----------------------- | ----------------------- | ----------------------- | ----------------------- | ----------------------- | ----------------------- |  |
| 198                                                             | 185                     | 185                     | 182                     | 180                     | 169                     | 171                     | 165                     | 158                     | 143                     | 122                     |  |
| Sources : Torres del Río et instituto de estadística de navarra |                         |                         |                         |                         |                         |                         |                         |                         |                         |                         |  |

## Administration
Le secrétaire de mairie est aussi celui de Armañanzas et Lazagurría[réf. nécessaire].

## Histoire
Torres del Rio, appelée aussi Torres de Sansol, existait avant l'invasion musulmane comme le signalent les chroniques, et fut reconquise après la prise de Villamayor de Monjardín.
Son monastère a été construit par don Jimeno Galíndez, abbé du monastère d’Irache en 1109.
Son suzerain Alvar Díaz de Medrano, fils de Juan Martínez de Medrano, qui avait acheté les droits sur la région, les donna en 1341 au roi de Navarre, à la condition de pouvoir jouir de la juridiction de Viguera. Quelques années plus tard cette donation a été confirmée par le roi Philippe III de Navarre.
Par la sentence du roi Louis XI, dans les conflits qui opposaient Henri IV Castille et Juan II d'Aragon, Torres del Rio fut annexée par la Castille en 1463, tout comme Los Arcos et les villes environnantes.

## Culture et patrimoine

### Patrimoine civil
Dans le village se trouvent des maisons blasonnées.

### Patrimoine religieux

#### L'église du Saint-Sépulcre

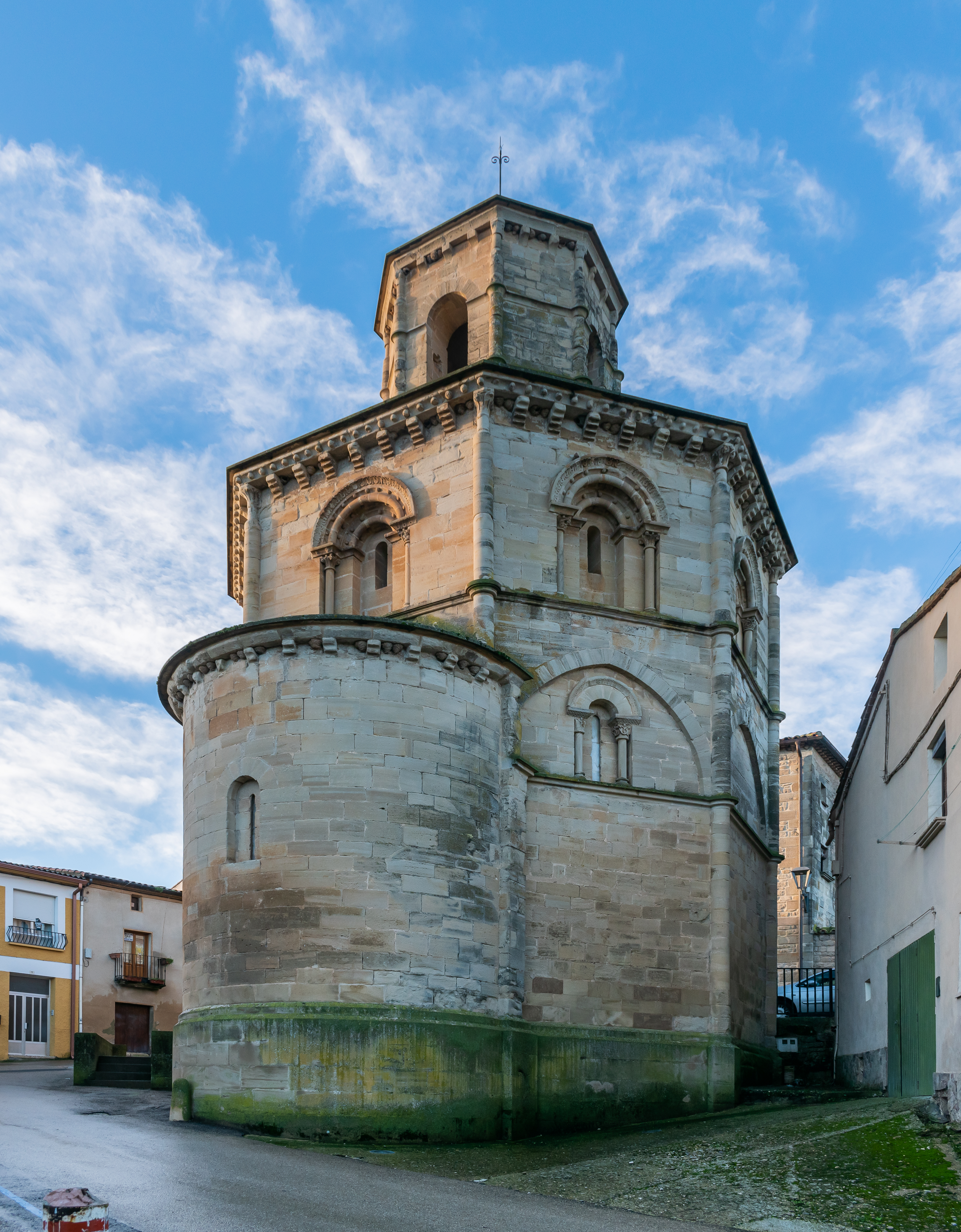
L'église du Saint-Sépulcre.

Cette église, qui appartenait aux chanoines de ce nom, est l'un des monuments les plus singuliers du chemin et l'un des meilleurs exemples du roman tardif en Navarre. Sa principale originalité, en dehors de son plan octogonal, réside dans les influences qu'il a reçues de l'art musulman d'Espagne. Ainsi s'expliquent notamment la présence des nervures qui s'entrecroisent sous sa coupole, que supportent de grosses ogives rectangulaires.
Le toit est surmonté d'un lanternon octogonal qui brillait dans la nuit, évoquant ceux des minarets et qui servait jadis de lanterne des morts. L'accès au lanternon se fait par une tourelle accolée à l'ouest, tandis qu'à l'est s'arrondit le chevet semi-circulaire de la chapelle absidiale, voûtée en cul-de-four. À l’intérieur, les lignes verticales dominent, la magnifique coupole en étoile, d’influence mudéjare, d’une géométrie fine ; elle ressemble à celles de l'église Sainte-Croix à Oloron-Sainte-Marie et de L'Hôpital-Saint-Blaise, en France.
Les magnifiques fenêtres disposées au bout des branches de l’étoile, les modillons et chapiteaux historiés sont les seuls éléments décoratifs. Le plan et la mise en œuvre de cet édifice laissent à penser que sa construction est le fait soit d’un personnage important du XIIe siècle, soit des Templiers. De beaux chapiteaux et un Christ hiératique.
Sa ressemblance avec la chapelle d’Eunate ainsi qu'avec avec celle du Sancti Spiritus de Roncevaux frappe les spécialistes qui y voient une chapelle funéraire car elle a conservé sa lanterne des morts.
La chapelle Nuestra Señora del Poyo
Reconstruite au XVIIIe siècle, la chapelle Nuestra Señora del Poyo (Notre-Dame du Puy), haut perchée sur son belvédère, est signalée par des pèlerins aux XIIe, XIIIe et XVe siècles.
L'église San Andrés
Église du XVIe siècle.

### Pèlerinage de Compostelle
Par le Camino francés du pèlerinage de Saint-Jacques-de-Compostelle, le passage vient de Sansol.
Le prochain jalon est Viana, dernière halte en Navarre, avec son église Santa Maria et avec son ermitage Nuestra Séñora del Poyo (Notre-Dame du Puy).
Dans le Guide du Pèlerin, Aimery Picaud l’appelle « Turres » où « coule un fleuve qui donne la mort aux chevaux et aux hommes qui en boivent l’eau. »

### Sources et bibliographie
- (es) Cet article est partiellement ou en totalité issu de l’article de Wikipédia en espagnol intitulé « Torres del Río » (voir la liste des auteurs).
- Grégoire, J.-Y. & Laborde-Balen, L. , « Le Chemin de Saint-Jacques en Espagne - De Saint-Jean-Pied-de-Port à Compostelle - Guide pratique du pèlerin », Rando Éditions, mars 2006,  (ISBN 2-84182-224-9)
- « Camino de Santiago St-Jean-Pied-de-Port - Santiago de Compostela », Michelin et Cie, Manufacture Française des Pneumatiques Michelin, Paris, 2009,  (ISBN 978-2-06-714805-5)
- « Le Chemin de Saint-Jacques Carte Routière », Junta de Castilla y León, Editorial Everest